# Sally Brice-O'Hara
Sally Brice-O'Hara (nacida c. 1953) es una vicealmirante estadounidense que fue la vigésimo séptima vicecomandante de la Guardia Costera de los Estados Unidos.

## Educación y servicio militar
Brice-O'Hara asistió a Annapolis High School, donde uno de sus compañeros de clase era Bill Belichick. Se graduó de Goucher College, donde obtuvo una licenciatura en sociología en 1974. Brice-O'Hara recibió su comisión de la Guardia Costera de la Escuela de Candidatos a Oficiales en 1975. Recibió una Maestría en administración pública de la Universidad de Harvard, Escuela Harvard Kennedy, y una Maestría en Ciencias en estrategia de seguridad nacional de la Escuela Nacional de Guerra.
Brice-O'Hara fue el vigésimo séptimo vicecomandante de la Guardia Costera de los Estados Unidos. En una ceremonia de cambio de mando el 24 de mayo de 2010, relevó al vicealmirante David Pekoske.